# Червоний кляштор
Червени кляштор (словац. Červený Kláštor) — село в Словаччині, Кежмарському окрузі Пряшівського краю. 

## Географія
Розміщене на півночі східної Словаччини на північно—західних схилах П'єнін в долині річки Дунаєць, на кордоні з Польщею. Протікає річка Липник.

## Назва
Назва села походить від назви монастиря «Червени кляштор», тобто «Червоний монастир».

## Історія
Вперше село згадується у 1828 році як «Rubrum Claustrum», хоча історичні джерела натякають про можливість існування монастиря на місці сучасного вже в ХІ столітті.

## Пам'ятки культури
- Готичний картузіянський монастир «Червоний кляштор» з 1360–1400 рр., національна культурна пам'ятка, зараз музей та туристичний атракціон.
- Готичний римо-католицький монастирський костел св. Антонія, будівництво якого почалося 1360 року.
- Римо-католицький костел св. Ромуальда з 1689 року.

## Населення
| Рік:            | 1994. | 2004.  | 2014.   | 2024.   |
| --------------- | ----- | ------ | ------- | ------- |
| Кількість осіб: | 240   | 222    | 234     | 220     |
| Різниця:        |       | -7,5 % | +5,40 % | -5,98 % |

| Рік:            | 2023. | 2024.   |
| --------------- | ----- | ------- |
| Кількість осіб: | 218   | 220     |
| Різниця:        |       | +0,91 % |

В селі проживає 230 осіб.
Національний склад населення (за даними останнього перепису населення — 2001 року):
- словаки — 98,73 %

Склад населення за приналежністю до релігії станом на 2001 рік:
- римо-католики — 91,10 %,
- протестанти — 2,12 %,
- греко-католики — 1,27 %,
- не вважають себе віруючими або не належать до жодної вищезгаданої церкви — 5,51 %

### Видатні постаті
- Монах Ципріян (1724—1775) — монах місцевого монастиря, який цікавився медициною, фармацією та ботанікою. Прославився гербарієм з 1765–1771 рр., в якому на 97 сторінках обсягнуто 283 сушених трав, які збирав в околиці з іншими монахами. Містить опис рослин чотирма мовами— грецькою, латинською, польською та німецькою. Відомий також легендою, згідно з якою сконструював літальний апарат, яким спускався з вершини близьких гір «Три Корони», що стало сюжетом фільму «Літаючий Ципріян» (словац. Lietajúci Cyprián).
- Ромуалд Гадбавний (1714—1780) — монах місцевого монастиря, перекладач, автор латинсько—словацького словника (Syllabus dictionarij latino-slavonicus) з 1763 року. Вважається, що брав участь в першому перекладі біблії культурною словацькою мовою, тзв. Камалдульська біблія, видана до 1756 року.